# Tyler Kolek
Tyler John Kolek (Providence, Rhode Island, 27 de marzo de 2001) es un baloncestista estadounidense que pertenece a la plantilla de los New York Knicks de la NBA. Con 1,91 metros de estatura, juega en la posición de base.

## Trayectoria deportiva

### Universidad
Jugó una temporada con los Patriots de la Universidad George Mason, en la que promedió 10,8 puntos, 3,6 rebotes, 2,3 asistencias y 1,3 robos de balón por partido, lo que le valió para ser elegido rookie del año de la Atlantic 10 Conference. Tras el despido de su entrenador en los Patriots, Dave Paulsen, entró en el portal de transferencias de la NCAA.
Fue transferido a los Golden Eagles de la Universidad Marquette, donde jugó tres temporadas más, en las que promedió 11,7 puntos, 7,0 asistencias, 4,2 rebotes y 1,6 robos de balón por encuentro. En su temporada júnior fue elegido Jugador del Año de la Big East Conference,, siendo además incluido en el segundo equipo All-American por la USBWA y Sporting News, y en el tercero por la NABC y Associated Press. Al año siguiente fue segundo equipo All-American consensuado.

#### Estadísticas
| Año     | Equipo       | PJ  | PT  | MPP  | %TC  | %3P  | %TL  | RPP | APP | ROB | TPP | PPP  |
| ------- | ------------ | --- | --- | ---- | ---- | ---- | ---- | --- | --- | --- | --- | ---- |
| 2020–21 | George Mason | 22  | 18  | 30.7 | .399 | .358 | .794 | 3.6 | 2.3 | 1.3 | .1  | 10.8 |
| 2021–22 | Marquette    | 32  | 32  | 29.3 | .320 | .281 | .810 | 3.7 | 5.9 | 1.4 | .1  | 6.7  |
| 2022–23 | Marquette    | 36  | 36  | 32.3 | .471 | .398 | .802 | 4.1 | 7.5 | 1.8 | .1  | 12.9 |
| 2023–24 | Marquette    | 31  | 31  | 33.0 | .496 | .388 | .851 | 4.9 | 7.7 | 1.6 | .2  | 15.3 |
| Total   | Total        | 121 | 117 | 31.4 | .436 | .355 | .819 | 4.1 | 6.2 | 1.5 | .1  | 11.5 |

### Profesional
El 27 de junio fue elegido en la trigésimo cuarta posición del Draft de la NBA de 2024 por los Portland Trail Blazers, sin embargo, posteriormente fue traspasado a los New York Knicks a cambio de los derechos de draft de Dani Díez y selecciones de segunda ronda en los años 2027, 2029 y 2030. El 5 de julio firmó contrato con la franquicia neoyorquina. Hizo su debut en la NBA el 22 de octubre, en una derrota por 132-109 ante los Boston Celtics, anotando 3 puntos.

## Estadísticas de su carrera en la NBA

### Temporada regular
| Año     | Equipo   | PJ | PT | MPP | %TC  | %3P  | %TL  | RPP | APP | ROB | TPP | PPP |
| ------- | -------- | -- | -- | --- | ---- | ---- | ---- | --- | --- | --- | --- | --- |
| 2024-25 | New York | 41 | 0  | 7.2 | .329 | .298 | .765 | .7  | 1.7 | .3  | .1  | 2.0 |
| Total   | Total    | 41 | 0  | 7.2 | .329 | .298 | .765 | .7  | 1.7 | .3  | .1  | 2.0 |

### Playoffs
| Año   | Equipo   | PJ | PT | MPP | %TC   | %3P   | %TL | RPP | APP | ROB | TPP | PPP |
| ----- | -------- | -- | -- | --- | ----- | ----- | --- | --- | --- | --- | --- | --- |
| 2025  | New York | 3  | 0  | 2.0 | 1.000 | 1.000 | –   | .3  | 1.0 | .0  | .0  | 1.0 |
| Total | Total    | 3  | 0  | 2.0 | 1.000 | 1.000 | –   | .3  | 1.0 | .0  | .0  | 1.0 |